# Dead Letters
Dead Letters (Conocido como Feeling Guilty en E.U.) es el título del quinto álbum de estudio de la banda finlandesa de Rock Alternativo The Rasmus lanzado en el año 2003. Su álbum anterior Into había sido un éxito en algunas partes de Europa, en particular los países escandinavos y Alemania, pero fue "Dead Letters" quién catapultó a la banda a la fama internacional. "Dead Letters", recibió 8 discos de oro y 6 discos de platino, mientras que "In the Shadows", recibió seis discos de oro y 2 discos de platino. "In the Shadows", que vendió más de 1 millón de copias alcanzado históricamente el número uno en las listas de Finlandia, además de ganar regalías de rendimiento en el extranjero y así superó las obras de Jean Sibelius.

## Creación del álbum
The Rasmus grabó Dead Letters en el 2002 en los Estudios Nord, en Suecia. El disco fue producido por Mikael Nord Andersen y Martin Hansen, quienes también produjeron el disco anterior de la banda, Into.
El vocalista y líder de la banda Lauri Ylönen ha explicado el significado del título del álbum en el sitio de internet de la banda: 
"Cada canción es una carta para alguien. Puede ser una disculpa, una confesión o un grito de ayuda". " Dead Letters significa todas aquellas cartas que no se pudieron entregar porque su destino o destinatario no se encontró y además no pueden ser devueltas a la persona que las escribió" dijo.

## Éxito del álbum
El álbum fue lanzado en Europa en 2003 y pronto llegó a lo más alto de las listas de éxitos de Suiza y Alemania, así como de Finlandia donde se mantuvo en el Top 20 lista de álbumes por más de un año. "Dead Letters" fue el primer álbum de la banda que se lanzó en el Reino Unido y estuvo en el Top 50 de los álbumes más vendidos de 2004. Su éxito en Europa llevó a la liberación del álbum en otras partes del mundo. El primer sencillo, In The Shadows, alcanzó el Top 50 de la lista australiana ARIA charts en 2004. También ha alcanzado el Top 20 en las listas americanas Billboard Heatseeker. Dead Letters recibido premios de oro y platino y la banda ganó cinco Premios Emma (Mejor Grupo, Mejor Álbum, Mejor video (In My Life), Mejor Artista). Su sencillo más popular fue "In the Shadows" , se convirtió pronto en un hit mundial, y extendió el éxito de la banda en los Estados Unidos y Latinoamérica, así como en Japón. Los demás sencillos también sirvieron para afianzar una nueva legión de fanes de la banda alrededor del mundo.
Hasta la actualidad se considera el álbum más exitoso de la banda, con varios temas que estuvieron situados en los primeros lugares de las listas de éxitos alrededor del mundo. El hecho de que se mezclen buenas canciones del estilo nu metal con baladas sublimes hacen del disco el más escuchado de la banda.

## Respuesta crítica
Allmusic calificó el álbum de 3 estrellas sobre 5. La revisión dijo: "Este grupo finlandés es más que capaz de presentar sus oscuras pero muy bien afinadas canciones de rock". Fueron calificadas como las mejores canciones "Time to Burn " y "Not Like the Other Girls" y la regrabación de "F-f-f-falling", que su versión original pertenece al álbum Into, y fue añadida a la versión de Reino Unido como un bonus track.

## Lista de canciones
1. First Day Of My Life (3:44)
2. In The Shadows (4:07)
3. Still Standing (3:32)
4. In My Life (4:02)
5. Time To Burn (4:32)
6. Guilty (3:47)
7. Not Like The Other Girls (5:44)
8. The One I Love (3:16)
9. Back In The Picture (3:44)
10. Funeral Song (3:16)
11. If you Ever (3:48)
12. What Ever (3:11)
13. Everything You Say (2:48)

## Sencillos
De este álbum se extraen los siguientes sencillos:
- In the Shadows (para este sencillo se hicieron 4 versiones distintas de video)
- In My Life
- First Day Of My Life
- Funeral Song
- Guilty

## Videos musicales
- In the Shadows - Finlandés versión "Bandido" (2003)

Video dirigido por Finn Andersson de Film Magica Oy en Helsinki, Finlandia.
- In My Life (2003)

Video dirigido por Niklas Fronda y Fredrik Löfberg, Baranga Film/Topaz en Cuba.
- In the Shadows - Europeo version "Cuervo" (2003)

Video dirigido por Niklas Fronda y Fredrik Löfberg, Baranga Film en Estocolmo, Suecia
- First Day of My Life (2003)

Video dirigido por Sven Bollinger y producido por Volker Steinmetz (Erste Liebe Filmproduktion) en Lausitzring, Alemania.
- In the Shadows - US/UK versión "Espejo" (2004)

Video dirigido por Philipp Stöltzl in Bucarest, Rumania.
- Funeral Song (The Resurrection) (2004)

Video dirigido por Niklas Fronda y Fredrik Löfberg, Baranga en Estocolmo, Suecia.
- Guilty (2004)

Video dirigido por Nathan Cox en Los Ángeles.
- In the Shadows - Fourth Version (2004).